# A Christmas Prince: The Royal Baby
 (octobre 2020).
Si vous disposez d'ouvrages ou d'articles de référence ou si vous connaissez des sites web de qualité traitant du thème abordé ici, merci de compléter l'article en donnant les références utiles à sa vérifiabilité et en les liant à la section « Notes et références ».
Série A Christmas Prince
A Christmas Prince: The Royal Wedding
(2018)
Pour plus de détails, voir Fiche technique et Distribution.
A Christmas Prince: The Royal Baby est une comédie romantique de noël américaine réalisée par John Schultz. Le scénario a été écrit par Nathan Atkins, d'après les personnages créés par Karen Schaler.
Le film reprend ses acteurs principaux Rose McIver, Ben Lamb, Sarah Douglas et Alice Krige.
Le film débute alors qu'un nouveau noël en Aldovie s'annonce une fois encore merveilleux grâce à l'arrivée d'un bébé royal. Mais la reine Amber doit avant tout résoudre un mystère pour sauver l'histoire et l'avenir de son pays.
Il s'agit du troisième volet de A Christmas Prince sorti en novembre 2017 et de A Christmas Prince: The Royal Wedding sorti en novembre 2018. Le tournage se fait entre mars et juin 2019 toujours en Roumanie.
Le film sort le 5 décembre 2019 sur la plateforme Netflix.

## Synopsis
- Si vous ne connaissez pas le sujet, laissez ce bandeau (vous pouvez alors contacter les auteurs).
- Si vous supprimez le contenu mis en cause (vous pouvez préalablement contacter les auteurs),

argumentez précisément cette suppression dans la page de discussion
(un manque de référence n'est pas un argument ; une recherche réelle de référence doit avoir été effectuée, être formellement documentée).
Deux ans après qu'Amber a rencontré le prince Richard lors des fêtes de Noël et un an après qu'ils se sont mariés, le couple attend désormais un enfant et pas n'importe lequel, un bébé royal. Le film commence par Amber qui remercie les internautes qui suivent son blog pour cette magnifique année. Ensuite, elle et le roi Richard, son mari, font un communiqué de presse pour éclaircir les questions des journalistes sur l'arrivée du bébé, prévue pour le 11 janvier 2020. Le roi et la reine d'Aldovie confient ne pas savoir le sexe du bébé et ne pas vouloir dévoiler les possibilités de nom pour leur futur héritier royal, même à leur famille. Le méprisable cousin de Richard, Simon, qui tente tant bien que mal de revenir dans les bonnes grâces de la famille royale, révèle qu'il a invité la meilleure amie d'Amber, Melissa, à se joindre à eux en Aldovie pour célébrer les fêtes de noël. Melissa en profite pour dire à toute la famille qu'elle et Simon sont amoureux, à la surprise de tout le monde. Amber et Richard, quant à eux, sont appelés à réviser la cérémonie de signature du traité sacré entre les royaumes d'Aldovie et de Penglia qui remonte à 1419. Mr Little commence par expliquer que le prince Jun et le prince Claude ont trouvé un terrain d'entente concernant la longue guerre qui perdurait entre les deux nations. La veille de Noël 1419, les deux souverains ont signé un traité. Depuis, le traité a été renouvelé tous les 100 ans. Amber est surexcitée à l'idée d'être la première reine Aldovienne à signer ce traité or, il est révélé que les Pengliens sont très attachés à la tradition et donc qu'aucune reine n'a été autorisée à signer ce traité depuis sa création. Malgré cela, Amber est déterminée à convaincre la reine Ming et le roi Tai que les reines doivent tout aussi bien signer ce traité que les rois. Le  20 décembre, le roi Tai et sa femme, la reine Ming de Penglia arrivent en Aldovie. Amber essaie de convaincre la reine Ming que la signature du traité doit se faire avec les deux souverains mais celle-ci refuse. Au moment où la famille royale se prépare pour signer le traité, le parchemin a été volé à la stupeur de tout le monde. Tandis qu'un énorme blizzard envahi l'Aldovie et que tous les aéroports ont été fermés, Amber et Richard en déduisent que le traité doit obligatoirement être dans le palais, tout comme le voleur. L'équipe du palais lance immédiatement une enquête.
Pendant que tous se mettent à chercher le parchemin, la sœur de Richard, la princesse Emily apprend d'une ancienne légende qu'une malédiction surviendra au premier-né des monarques responsables d'avoir briser le pacte. Bouleversée, elle réalise alors que cette malédiction est destiné au bébé d'Amber et Richard. Sa mère, la reine Helena, tente de la convaincre qu'il ne s'agit purement que d'un ancien conte mais Emily n'en reste pas moins convaincue.
Alors qu'Amber s'inquiète pour l'échéance de la signature qui approche pour compléter la tradition, son père Rudy la convainc tout de même de faire la fête prénatale bien que le blizzard ait empêché la majorité des invités à s'y rendre. Amber accepte et avec l'aide de Sahil et de son meilleur ami Andy, elle profite d'une magnifique fête prénatale. La reine Ming lui offre un cadeau fait main et le roi Tai aide Richard à monter le berceau du bébé. Il confie à Richard qu’il est plus que disposé à laisser Amber et la reine Ming signer le traité, mais il avoue que Ming est inquiète, qu’en faisant cela, son pays pensera qu’elle cherche à s'attribuer le mérite. De retour à la fête, la conseillère du roi Tai et de la reine Ming, Lynn se remémore les jours passés ensemble avec Simon lorsqu'ils étaient à Oxford, ce qui rend Melissa jalouse.
Alors que Noël approche et avec, l'échéance de la signature du traité, Richard fait venir des chiens pisteurs pour localiser le parchemin. Toutes les personnes du palais ont ordre d'évacuer pendant que les chiens cherchent le traité, donc la famille en profite pour aller rendre visite au marché de noël d'Aldovie. Les souverains Pengliens sont impressionnés de voir l'amour et le respect que sont attribués à Amber et Richard par le peuple. Tout le monde apprécie faire du patin à glace et Ming met Amber au défi de faire une compétition de tir à l'arc, ce pendant quoi, Mr Little revient annoncer que les recherches n'ont abouti à rien. Désemparée, Amber s'évanouit.
De retour au palais, Amber rassure son mari Richard qu'elle va bien mais il lui conseille tout de même de se reposer étant donné qu'elle se soit dépassée. Emily la rejoint et lui raconte l'histoire du couple qui a maudit leur enfant d'après la légende. Alors que Richard réagit de la même façon que sa mère, indifférent, Amber, elle, est terrifiée à cette pensée et ne veut pas risquer la sécurité de son bébé. Pendant ce temps-là, Melissa espionne Simon et Lynn, partis à l'écart de la fête et récupère un bout de papier que Simon à jeter à la poubelle. Elle le montre à Amber et Richard, qui sont sous le choc à la suite d la découverte de ce document, qui contient le compte détaillé de la dette d'Aldovie envers Penglia au fil des années. Alors que le dernier plan économique d’Aldovie l’a considérablement réduit, le royaume doit toujours 1 milliard de dollars à ses alliés et, si le traité disparaît comme il l’a fait, l'Aldovie lui en devra immédiatement. Amber supplie Melissa de tout faire pour que Simon ne se rende pas compte de la duperie et malgré le fait que Melissa ait le cœur brisé et se sente trahie, elle accepte. Juste après, Amber ressent des contractions. Richard appelle la doctoresse Magoro, qui les informe que ce doit être dû au travail forcé en raison d'hyperactivité et donnes des instructions à Richard sur comment atténuer son anxiété pendant qu'elle roule à travers la tempête enneigée en direction du palais. Cependant, quelques instants après, sa voiture dérape et fonce dans la neige. Elle appelle alors le palais pour informer Richard de la situation dans laquelle elle se trouve. Richards promet à Amber qu'il reviendra avec l'obstétricienne aussi vite que possible et selle son cheval pour la sauver.
Queen Ming, qui avait travaillé en maternité d'hôpital ainsi qu'avec l'aide de Melissa, guident Amber tout au long de ses contractions. Avec la veille de noël bientôt à son terme, Amber réalise quelque chose. Elle demande à Emily et Helena de descendre dans le donjon du château et de chercher dans les moindres recoins, mais pendant que celles-ci s'y attellent elles se retrouvent prises au piège dans une cellule. Richard trouve le Dr Magoro et ils se pressent de retourner au palais. Essayant de s'évader, Emily et sa mère trouve le traité disparu, caché derrière la pierre. Utilisant son épingle à cheveux, Helena les libère. Avec le traité retrouvé, Richard et le docteur de retour et le temps pressant, les rois se préparent à signer le bout de parchemin mais la reine Ming décide à la dernière minute qu'elle veut également ajouter son nom au traité, au plus grand plaisir d'Amber. À 23 h 59 du 24 décembre 2019, le roi Richard, le roi Tai, la reine Ming et la reine Amber signent le traité. Ce après quoi, Amber rassemble tout le monde dans le salon pour révéler le coupable derrière la disparition du traité: à savoir Mr Little. Elle dit à tout le monde avoir résolu le mystère en apprenant que le nom de jeune fille de la mère de Mr Little était en réalité Devon, le même nom de famille que le prince Claude, qui avait été supposément empoisonné par le prince Penglian Jun après la signature initiale du traité. La famille de Claude avait jurée vengeance et Amber prouve que c'était Little en révélant qu'il s'agissait de la dernière personne ayant fermé le traité, il a délibérément garder les chiens renifleurs hors du donjon et a essayé de faire peur à la curieuse Emily avec une histoire de fantôme montée de toutes pièces. Little avoue son implication mais il jure n'avoir jamais voulu nuire au bébé royal, qu'il voulait simplement chercher la vengeance pour sa famille. Helena envoie alors Little dans la plus profonde et sombre cellule du donjon. Richard s'excuse auprès de Simon pour les mots durs qu'il a employé envers lui mais Melissa se demande toujours pourquoi il détenait les comptes de dettes de l'Aldovie. Il lui répond que Lynn tentaient simplement d’ajouter des modifications économiques au traité qui profiteraient aux deux royaumes. Puis il sort une boîte en écrin et demande Melissa en mariage, ce qu'elle accepte avec joie.
Soudainement, les contractions d'Amber s'intensifient et la docteure Magoro ordonne aux gens d'évacuer la pièce hormis Richard étant donné que l'arrivée du bébé est imminente. Avec l'aide de Richard, Amber donne naissance avec succès à une petite fille que le couple nomme princesse Elleri en honneur à la défunte mère d'Amber. La naissance d'Elleri est officiellement annoncée au public et l'enfant princesse est présentée. Le film se termine sur Amber écrivant son dernier post sur son blog, remerciant ses lecteurs pour le soutien qu'ils lui ont apporté durant toute cette course folle et au nom de Richard, Elleri et l’ensemble de Aldovie, elle souhaite à tous un joyeux Noël et une bonne année.

## Fiche Technique
- Titre : A Christmas Prince: The Royal Baby
- Titre québécois : Un prince pour Noël : le bébé royal
- Réalisation John Schultz
- Productrice : Amy Krell
- Producteur : Tage Mendillo
- Scénario : Karen Schaler et Nate Atkins
- Musique : Zack Ryan
- Photographie : Viorel Sergovici
- Montage : Marshall Harvey
- Directrice de casting : Carolyn McLeod
- Concepteur de production : Ian Bailie
- Production : MPCA
- Société de production : Netflix
- Pays :  États-Unis
- Genre : Comédie romantique
- Durée : 85 minutes
- Date de sortie : 5 décembre 2019[Où ?]

## Distribution
- Rose McIver (VF : Karine Foviau) : Amber Eve Moore Charlton
- Ban Lamb (VF : Valéry Schatz) : roi Richard Bevan Charlton
- Alice Krige (VF : Clara Borras) : la reine Helena Charlton
- Honor Kneafsey :  la princesse Emily Charlton
- Sarah Douglas (VF : Véronique Augereau) : Mme. Averill
- Theo Devaney (VF : Stéphane Pouplard) : Comte Simon Duxbury
- John Guerrasio : Comte Rudy Moore
- Andy Lucas : Mr. Zabala
- Simon Dutton : Lord Leopold
- Richard Ashton : Mr. Little
- Raj Bajaj : Sahil
- Tahirah Sharif (VF : Louise Emma Morel) : Melissa
- Joel McVeagh (VF : Benoît Berthon) : Andy
- Billy Angel (VF : Benjamin Bollen) : Tom Quill
- Diana Vladu : Journaliste 1
- Madra Ihegborow (VF : Delphine Braillon) : Dr. Magoro, l'obstétricienne d'Amber
- MJ Lee : Suzanne
- Daniela Pirnac : Journaliste 4
- Crystal Yu (VF : Kahina Tagherset) : Lynn, conseillère du roi et de la reine de Penglia.
- Kevin Shen (VF : Stéphane Fourreau) : roi Tai
- Momo Yeung (VF : Audrey Sourdive) : reine Ming

 Source et légende : version française (VF) sur RS Doublage

## Production
John Schultz, réalisateur du second film A Christmas Prince, A Christmas Prince: The Royal Wedding sorti en novembre 2018, se charge une nouvelle fois la suite des aventures d'Amber et Richard. La suite commence officiellement son tournage entre mars et juin 2019. La trilogie a été tournée au château de Peleș en Roumanie.
Le royaume d'Aldovie est fictif mais l'accent britannique des acteurs peut faire penser que le pays se trouve en Europe. Le pays Penglia, issue du troisième volet est lui aussi fictif et nous pouvons apercevoir sur une carte que ce pays se trouve à côté de l'Aldovie.
On peut voir sur la carte le pays de Belgravia, référence à une autre production de Netflix : La princesse de Chicago avec Vanessa Hudgens. Il y est également fait une référence oral à la 16éme minute lors de la conversation entre les reines Amber et Ming.
Daniel Fathers a été remplacé par John Guerrasio pour interpréter Rudy Moore, le père d'Amber pour le second et troisième film.

## Réception
Sur le site Rotten Tomatoes, le film obtient un pourcentage d'approbation de 33% sur la base de 9 critiques sur une moyenne de 5/10 en aout 2020.

## Article annexe
- Film de Noël